# Orsonwelles calx
Orsonwelles calx – gatunek pająka z rodziny osnuwikowatych. Występuje endemicznie na Hawajach. 

## Taksonomia
Gatunek ten opisany został po raz pierwszy w 2002 roku przez Gustava Hormigę na łamach „Invertebrate Systematics”. Materiał typowy zdeponowano w Narodowym Muzeum Historii Naturalnej. Epitet gatunkowy calx oznacza po łacinie „wapno”, czyli w języku angielskim „lime”. Jest to gra słów nawiązująca do Harry’ego Lime’a, postaci z filmu Trzeci człowiek, granej przez Orsona Wellesa.

## Morfologia
Samce osiągają od 6,56 do 10,97 mm długości ciała, z czego od 3,67 do 5,58 mm przypada na karapaks. Samice osiągają od 8,37 do 11,04 mm długości ciała, z czego od 4,22 do 5,27 mm przypada na karapaks. Karapaks jest ciemnobrązowy lub szary z jasną przepaską podłużną. Wysokość nadustka wynosi 2,4-krotność średnicy oczu przednio-środkowych u samicy i 2,6-krotność ich średnicy u samca. Duże i masywne szczękoczułki mają od 10 do 14 zębów na krawędzi przedniej oraz 9 lub 10 zębów na krawędzi tylnej. Sternum jest brązowawe z przyciemnionymi brzegami. Jego kształt jest dłuższy niż szeroki z przedłużeniem między biodrami ostatniej pary. Podłużnie jajowata w zarysie opistosoma ma ubarwienie ciemnobrązowe lub szare z nielicznymi kropkami w częściach przednio-bocznych oraz jaśniejszymi znakami. Stożeczek jest duży, mięsisty i porośnięty szczecinkami.
Nogogłaszczki samca mają trzy trichobotria prolateralne i trzy lub cztery retrolateralne na goleni. Od nogogłaszczków O. ventus różnią się mniejszą apofizą terminalną z pojedynczym płatem u podstawy cymbium, a od O. iudicium obecnością na owej apofizie bocznego wklęśnięcia w widoku grzbietowym. Samica ma płytkę płciową w widoku brzusznym o kształcie trójkąta równobocznego z bokami lekko wklęsłymi i spiczastym wierzchołkiem doogonowym. W widoku bocznym powierzchnia grzbietowa owej płytki jest dobrze widoczna, co odróżnia ten gatunek od O. iudicium. Spermateki są małe i kuliste w kształcie.

## Występowanie i ekologia
Gatunek ten występuje endemicznie na wyspie Kauaʻi w archipelagu Hawajów. Ograniczony jest w swym zasięgu do gór Makaleha i pasma Laau Ridge. Spotykany był na rzędnych od 705 do 1225 m n.p.m. Zasiedla lasy deszczowe. W Wekiu występuje sympatrycznie z O. ventus. W sieciach O. calx bytują czasem kleptopasożytnicze omatnikowate z rodzaju Argyrodes.